# Fulmine Nero (personaggio)
Fulmine Nero (Black Lightning), alter ego di Jefferson Pierce, è un personaggio dei fumetti della casa editrice DC Comics. La prima apparizione del personaggio fu in Black Lightning n. 1 (aprile 1977), creato da Tony Isabella (testi) e Trevor Von Eeden (disegni).

## Storia editoriale
Inizialmente si intendeva proporre come primo supereroe nero protagonista della casa editrice DC un personaggio di nome Black Bomber, normalmente di carnagione chiara e razzista, che, però, una volta sottoposto a stress era in grado di trasformarsi in un supereroe nero. Proposta successivamente descritta dallo storico dei fumetti Don Markstein come «un insulto a praticamente chiunque abbia un qualsiasi punto di vista». Quando l'editore che approvò Black Bomber lasciò la casa editrice prima che il personaggio vedesse la stampa, a Tony Isabella (la cui lunga esperienza precedente comprendeva il personaggio di Luke Cage, il primo supereroe nero della Marvel Comics con un proprio fumetto) fu chiesto di salvare il personaggio. Isabella riuscì a far apprezzare agli editori il suo personaggio, Fulmine Nero, su cui stava lavorando da tempo, affermando che i personaggi da lui creati in precedenza non erano altro che trampolini di lancio verso quello che ora stava presentando.
Tony Isabella scrisse i primi 10 numeri di Black Lightning, prima di passarlo a Dennis O'Neil. Solo un episodio scritto da O'Neil venne pubblicato prima della cancellazione della serie avvenuta nel 1978, a causa di un ridimensionamento generale su larga scala dei fumetti dei supereroi della casa editrice nota come DC Implosion. Il n. 12 fu pubblicato in Cancelled Comic Cavalcade e World's Finest Comics n. 260.
Fulmine Nero comparve numerose volte come personaggio secondario in numerosi fumetti nel corso di alcuni anni, inclusa una striscia di fumetti di World's Finest Comics scritta da O'Neil.
In seguito il personaggio comparve in Detective Comics e in una storia in due parti in Justice League of America, quando la League lo invitò ad unirsi alla squadra, ma egli decise di declinare l'offerta.
Nel 1983, con i suoi poteri ricostituiti, comparve di nuovo regolarmente come membro di una squadra di supereroi guidata da Batman: gli Outsiders. Quando la serie The Outsiders terminò, ritornò al suo status di personaggio ospite.
Nel 1995, cominciò una nuova serie dal titolo Black Lightning, con illustrazioni di Eddy Newell, e sempre con testi di Tony Isabella, il quale fu licenziato dopo otto numeri di questa serie, che fu poi scritta dall'australiano Dave de Vries. Dopo che Isabella se ne andò, la serie fu cancellata cinque numeri più tardi, e la decisione fu presa prima che questa venisse pubblicata. Isabella affermò che credeva che l'editore lo avesse licenziato per il desiderio di portare all'interno un nuovo scrittore per "creare la sua base di potere alla DC Comics".
Una serie limitata di sei numeri, Black Lightning: Year One, scritta da Jen Van Meter e illustrata da Cully Hamner, vide una pubblicazione bisettimanale nel 2009 e fu nominata per due Glyph Comics Awards nel 2010.

## Biografia del personaggio

### Anno Uno
Jefferson Pierce, decatleta olimpico, si trasferisce a Metropolis insieme alla moglie Lynn Stewart e la figlia Anissa per assumere l'incarico di preside della scuola superiore Garfield di Southside. Proprio in questo quartiere, soprannominato "Suicide Slum", era stato assassinato il padre del protagonista, il rinomato giornalista Alvin Pierce. Suicide Slum era lacerata dalla presenza di una gang di crimine organizzato chiamata i 100, da aziende losche e da politicanti corrotti locali come Tobias Whale. Peter Gambi, un sarto amico di famiglia, insegnò molto al giovane Jefferson su come sopprimere le sue innate abilità metaumane così che non avrebbe potuto ferire accidentalmente nessuna delle persone a lui care. Dopo il suo ritorno, Gambi suggerì a Jefferson di utilizzare i suoi poteri per aiutare il quartiere e gli indicò una targa contenente una citazione di Milo Sweetman: "La giustizia, come il fulmine, dovrebbe apparire come speranza ad alcuni uomini, e come una paura ad altri", di cui il testo originale era "La giustizia, come il fulmine, dovrebbe comparire come la rovina di pochi uomini, ma come paura per tutti gli uomini. Se disprezzi l'opera di una giustizia mortale, credi e trema, sarai giudicato da Dio". Sconvolto dall'omicidio pubblico di Earl Clifford, uno dei suoi studenti più promettenti, Pierce tentò di intervenire per conto dei bambini della scuola, ma subito venne a sapere che i 100 si opponevano violentemente contro ogni interferenza. Pierce adottò l'identità mascherata di "Fulmine Nero". Anni dopo, avrebbe rivelato al suo compagno supereroe afroamericano Mister Terrific che scelse il nome Fulmine Nero perché lui "era l'unico di loro in giro" all'epoca, e che "voleva rendere tutti sicuri di con chi avevano a che fare".

### Outsiders
Dopo che la sua serie fu cancellata, Fulmine Nero perse i suoi poteri elettrici, ma continuò a combattere senza di essi. La perdita si dimostrò infine psicosomatica, un sintomo di una crisi di fiducia in sé che risultò dalla morte accidentale di una passante di nome Trina Shelton durante un alterco tra Fulmine Nero e alcuni tizi armati di pistola. Batman, volendolo con lui per la missione di soccorso di Lucius Fox in Markovia, lo aiutò a recuperare i suoi poteri; questo infine lo portò ad unirsi agli Outsiders di Batman. Durante il suo periodo negli Outsiders, un gruppo di criminali chiamati Maestri del Disastro catturò Fulmine Nero su richiesta dei genitori di Trina Shelton per vendicare la morte della figlia; tuttavia, dopo aver saputo che egli si rammaricava per quanto accaduto e che era più che disposto a farsi giustiziare da loro, sacrificarono le loro vite per salvarlo. Durante il crossover Invasione!, i Dominatori fecero detonare una gene-bomba che portò devastazione in chiunque possedesse il metagene, facendo perdere a costoro il controllo sulle proprie facoltà. Dopo lo scioglimento degli Outsiders, Fulmine Nero si trasferì a Brick City per assumere nuovamente un ruolo di personaggio principale nella serie Black Lightning n. 1 del 1995.

### Segretario dell'educazione
Quando Lex Luthor fu eletto Presidente degli Stati Uniti nel 2000, nominò Jefferson Pierce come Segretario dell'Educazione, cosa che lui accettò concludendo che poteva fare del bene lavorando sia dentro il sistema sia al di fuori di esso. Si dimise tra le polemiche a causa della sua identità di Fulmine Nero, nota come "il segreto peggio mantenuto a Washington" e il presunto assassinio accidentale di un amministratore generale d'azienda con tendenze criminali, per cui il Presidente Pete Ross (ora succeduto a Luthor) lo perdonò.
Comparendo spesso come ospite in numerose serie a fumetti, Pierce comparve in Freccia Verde (il quale ebbe un'avventura di una notte con sua nipote, un'avvocatessa di successo di nome Joanna Pierce). Pierce aiutò Freccia Verde a rintracciare il Dottor Light, nella storia "Heading into the Light" presente in Freccia Verde. Comparve poi nella nuova serie Outsiders, dei quali sua figlia Anissa (ora sotto il nome in codice di Thunder) era membro. Aiutò Capitan Marvel Jr., gli Outsiders e sua figlia a sconfiggere il nuovo Sabbac. Indossò un costume che mischiava il suo secondo con i colori del primo. Dopo essere entrato negli Outsiders, il Presidente Ross gli chiese di dimettersi dalla carica di Segretario dell'Educazione e così fece.
Ad un certo punto prima delle sue dimissioni, Pierce utilizzò la sua spinta a Washington per negare al potente gangster metaumano Holocaust i permessi di costruzione di un casinò a Paris Island nel Dakota. Questo si rivolse contro Pierce, quando Holocaust, ora infuriato, lo attaccò durante il suo discorso di maturità alla scuola superiore Ernest Hemingway.

### Crisi infinita
Nel n. 5 di Crisi infinita, fu mostrato che Fulmine Nero fu una delle 8 persone che Batman considerò lo potessero aiutare a distruggere il satellite Brother Eye, che controllava gli OMAC. Booster Gold, che non fu nella lista di questi otto, ma che sapeva dei candidati grazie alla sua conoscenza del futuro, contattò Fulmine Nero prima di Batman, poiché le informazioni future mostrarono che accettò l'invito di Batman e lo aiutò. Fulmine Nero accettò, giungendo alla Batcaverna in attesa di ordini. Quindi formò una difficile ma efficace alleanza con Mister Terrific, combinando i poteri di manipolazione elettrica e la tecnologia invisibile per colpire la malvagia intelligenza artificiale dall'interno.
Dopo la formazione della terza Società segreta dei supercriminali, Fulmine Nero fu un membro della nuova Justice League di Brad Meltzer, cominciando dal suo passato come Segretario dell'Educazione sotto Luthor per ottenere informazioni dai super criminali.

### Outsiders redux
In Outsiders (vol. 3) n. 45, si scoprì che erano passati tre anni da quando la nipote di Pierce, Joanna, fu assassinata, e che dopo aver inizialmente saputo della sua morte, Jefferson finì sotto il corrotto uomo d'affari Martin Somers, l'uomo che ne era il responsabile. La sua intenzione era quella di ferire Somers con una delle sue scariche elettriche, ma sfortunatamente sembrò ucciderlo, e così si costituì alle autorità. Tuttavia, si scoprì che il vero responsabile della morte di Somers fu Deathstroke, che gli sparò un dardo con delle tossine alcuni momenti prima che Jefferson lo elettrificasse. Quindi, morì ancora prima di cadere a terra. Jason Todd scoprì la verità mentre intercettava le conversazioni degli assassini con Lex Luthor (che era in realtà Alexander Luthor Jr. mascherato) e contattò Nightwing, fornendogli questa informazione. Quando Nightwing e Anissa dissero a Jefferson di questo, egli decise di non crederci e di pagare per la morte di Somers. La stessa Anissa decise di liberare suo padre dalla prigione Iron Heights. Dopo aver saputo da Jason Todd che gli altri carcerati stavano per preparare un piano per colpire Pierce (la cui identità come carcerato è trapelata da qualcuno ignoto), gli Outsiders decisero di assisterlo. Lo liberarono dalla prigione e con la registrazione audio della conversazione di Deathstroke si ripulì il nome.

### Justice League of America
Anni prima, Freccia Verde portò Fulmine Nero all'attenzione della Justice League of America, che estese un'offerta di adesione al protettore di Suicide Slum. Egli declinò l'offerta preferendo lavorare da solo e concentrarsi sul crimine da strada. Successivamente, però, Fulmine Nero si unì alla JLA, ancora una volta giungendo con un nuovo costume. Sembrò anche essere operativo a Washington di nuovo, e aiutò la JLA con informazioni tratte dalla comunità criminale. Molti super criminali credevano ancora che fosse con Lex Luthor ed erano, così, pronti a collaborare. Jefferson aiutò poi la squadra nella battaglia contro Amazo. Fu il primo membro della League a rispondere al successivo attacco delle Amazzoni di Themyscira, e in questo particolare evento salvò la vita del Presidente degli Stati Uniti.
Fulmine Nero fu al centro dell'episodio singolo Crisi finale: Submit, in cui aiutò l'Uomo Tatuato e la sua famiglia a fuggire al costo della sua libertà. Fu poi mostrato nel n. 4 di Crisi finale sotto l'influenza di Darkseid.

### Outsiders
Successivamente, Fulmine Nero fu reclutato da Alfred Pennyworth per unirsi a una nuova versione degli Outsiders dopo un attacco del Dottor Hurt che mandò Thunder in coma. A differenza delle sue precedenti interazioni nella squadra, questi Outsiders dovevano vivere "al di fuori delle regole" e rimanere senza contatto con amici e familiari anche per mesi, a volte. Fu confermato che, a causa della sua nuova missione, Fulmine Nero lasciò la Justice League.

### Le figlie di Fulmine Nero
Jefferson ebbe due figlie dall'ex moglie Lynn Stewart, ed entrambe seguirono le sue impronte e divennero supereroine. La figlia più grande, Anissa Pierce adottò l'alias di "Thunder" e fu membro in un'incarnazione degli Outsiders, mentre la sua figlia sedicenne, Jennifer Pierce, fu successivamente reclutata dalla Justice Society of America sotto il nome in codice di "Fulmine". Una versione di Fulmine comparve per la prima volta in Kingdom Come, una miniserie del 1996 pubblicata dalla DC Comics.
In Justice League of America (vol. 2) n. 27, Pierce affermò che le persone spesso gli chiedevano se fosse padre di Static, con suo forte disappunto. Questo avveniva perché, in realtà, Static era un grande fan di Fulmine Nero e aveva un poster dell'eroe nella sua stanza alla Titans Tower.

## Poteri e abilità
Jefferson Pierce, nella continuità corrente, è un metaumano che nacque con l'abilità di generare e ingrandire fenomeni elettromagnetici esterni localizzati, manipolando intensi campi bio-elettrici generati dal suo corpo. Questo è un potere che lui internalizzò e mantenne nascosto per la maggior parte della sua vita da adulto. Quanta energia elettrica Fulmine Nero fosse in grado di generare esattamente non si è mai saputo ma poteva facilmente rendere inconscio o uccidere un uomo con i suoi poteri interni, e in un'occasione fu in grado di far battere nuovamente il cuore di Superman dopo che l'Uomo d'Acciaio aveva sofferto di un'esposizione alla kryptonite quasi fatale. Poteva anche generare un potente campo di forza elettromagnetico in grado di fermare i proiettili, tuttavia, questa abilità richiedeva un considerevole sforzo di concentrazione.
Pierce può emettere e generare energia elettrica da mandare contro i nemici, può ionizzare i metalli e, grazie al suo campo elettrico, scagliare ogni cosa contro i suoi avversari. Può anche sollevarsi da terra cavalcando i campi elettrici e ha anche la capacità di infiltrarsi in ogni oggetto elettrico e diventare lui stesso pura energia elettrica.

## Accoglienza
IGN inserì Fulmine Nero all'85º posto come più grande eroe dei fumetti di tutti i tempi, descrivendolo come un vero eroe e un tosto nato che imparò i suoi trucchi nella JLA.

## Altre versioni
- Fulmine Nero comparve nel fumetto spin-off della serie animata Justice League. Le sue comparse avvennero nei n. 15[22] e n. 27.[23]
- Durante una missione della JLA, Vixen incontrò una versione alternativa di Fulmine Nero chiamato "Brown Bomber", una versione contemporanea del Black Bomber originale previsto precedentemente al coinvolgimento di Tony Isabella nel personaggio.[24][25]

## Altri media

### Televisione
- Fulmine Nero comparve nell'episodio "Enter the Outsiders!" della serie animata Batman: The Brave and the Bold. Sembrò essere il capo del gruppo composto da lui, Katana e Metamorpho. Inizialmente lavorarono per un abitante delle fogne di nome Slug, ma vi si ribellarono quando Wildcat li convinse a combattere per il bene. Fulmine Nero utilizzò poi la sua elettricità per salvare la vita di Wildcat sotto istruzioni di Katana, quando all'eroe venne un attacco di cuore. Fulmine Nero e i suoi compagni furono poi visti durante un allenamento con Batman nel trailer di "Duel of the Double Crossers!". L'odio di Fulmine Nero per la società fu mostrata in "Enter the Outsiders!". Black Lightning ebbe un velocissimo cameo in "The Sierge of Starro! Parte 1" (come uno degli eroi sotto il controllo mentale di Starro) in cui colpì Firestorm con una delle sue scariche, e fu mostrato con un nuovo costume. Ricomparve poi nel trailer di "Requiem for a Scarlet Speedster!", in cui lui e il resto degli Outsiders (Katana, Metamorpho, Geo-Force e Halo) aiutarono Batman a fermare Kobra e i suoi discepoli dal completare un rituale. Lui e Geo-Force salvarono Batman prima che venisse schiacciato da un serpente. Anche se Batman si complimentò con Fulmine Nero per la sua abilità di guida, gli Outsiders dimenticarono di portare via il ponte dietro di loro, facendo sì che arrivassero altri rinforzi.
- Entrambe le versioni animate di Fulmine Nero e Static condivisero uno scherzo ilare, poiché entrambi indossarono un costume blu e giallo (impermeabile e cappello). In più, l'episodio pilota di Static Shock presentò una scena in cui Static provò un costume simile a quello di Fulmine Nero, mentre questi in Batman: The Brave and the Bold scherzò sul fatto che serviva qualcosa di più di una "piccola scossa statica" per sconfiggere i suoi nemici (per lo stesso motivo, Wildcat scherzò affermando che gli serviva "molto di più di una piccola scossa statica per rallentare quest'uomo maturo!").
- Prima della comparsa in Batman: The Brave and the Bold nel 2009, Fulmine Nero non comparve mai in nessuna delle numerose serie televisive basate sui supereroi della DC Comics. Questo in sé non è inusuale per un personaggio dell'oscurità relativa come Fulmine Nero, ma è da notare perché almeno tre serie come questa contenerono supereroi di colore con poteri elettrici creati apposta che non erano Fulmine Nero - Black Vulcan in I Superamici, Soul Power in Static Shock, e Juice in Justice League Unlimited, basato su Black Vulcan.
- Fulmine Nero comparve in un episodio della serie televisiva Mad. In un segmento dell'episodio "That's What Super Friends Are For", lui e Plastic Man guidò gli altri eroi in un numero musicale dove chiesero a Superman, Batman, e Wonder Woman a proposito del perché il loro gruppo si chiamava "Super Amici".
- Fulmine Nero comparirà in un cortometraggio per la DC Nation su Cartoon Network.[26]
- Fulmine Nero comparve in Young Justice: Invasion. In "Happy New Year", lo si vide come membro della Justice League cinque anni dopo la Prima Stagione. In "Cornered", tentò di rimuovere il campo di forza che Despero aveva messo nella Sala della Giustizia. Mostrò un'elettricità colore nero durante lo sfoggio dei suoi poteri.
- Sinbad interpretò Fulmine Nero in una scenetta quando fu ospite al Saturday Night Live. Questa scenetta fu ambientata al funerale di Superman e apparentemente nessuno sapeva chi fosse Fulmine Nero, così fu cacciato via dal funerale da Jimmy Olsen.
- Fulmine Nero è interpretato da Cress Williams nella serie TV Black Lightning, trasmessa negli Stati Uniti su The CW a partire da gennaio 2018 e distribuita in Italia da Netflix da gennaio 2018.[27]

### Film
- L'attore Terrence Howard (che in precedenza interpretò il personaggio Jim Rhodes della Marvel Comics nel lungometraggio del 2008 Iron Man) espresse interesse per l'interpretazione di Fulmine Nero in un eventuale adattamento cinematografico affermando "Non credo che sia mai stato esplorato!".[28]
- LeVar Burton prestò la sua voce a Fulmine Nero nella sua unica battuta nel film animato Superman - Batman: Nemici pubblici. Fu uno degli eroi che accettò di lavorare per Lex Luthor dopo che il presunto ex-criminale fu eletto Presidente.[29]
- Una versione malvagia di Fulmine Nero, chiamato Black Power comparve come membro del Sindacato del Crimine d'America nel film animato Justice League: la crisi dei due mondi. Naturalmente anche l'eroico Fulmine Nero fece la sua comparsa, insieme ad Aquaman, Black Canary, Firestorm (Jason Rusch) e Red Tornado, presumibilmente come membri di rinforzo della Justice League, anche se il loro status di membri attuali non fu mai esplicitamente affermato.[30] Fulmine Nero, e gli altri eroi di rinforzo, ricomparvero dopo la battaglia finale, poiché Batman suggerì una futura adesione di altri eroi. Mentre Fulmine Nero non ebbe alcuna battuta da pronunciare, i suoi grugniti furono forniti dall'attore Cedric Yarbrough, a cui fu accreditato solo il suo ruolo come Firestorm.

### Videogiochi
- Bumper Robinson riprese il ruolo di Fulmine Nero in Batman: The Brave and the Bold - The Videogame.
- Alexander Brandon prestò la sua voce a Fulmine Nero nel videogioco DC Universe Online.
- Il personaggio di Fulmine Nero è giocabile come DLC su Injustice 2.

### Strisce a fumetti
- La prima comparsa di Fulmine Nero fuori dalla sua serie nel 1977 avvenne nella striscia a fumetti The World's Greatest Superheroes. Qui, incontrò Batman e tutti gli altri eroi prima del suo rifiuto di arruolamento nella JLA.